# 21st CENTURY ROCK BAND
『21st CENTURY ROCK BAND』（トゥエンティー ファースト センチュリー ロックバンド）は、日本のロックバンド、ストレイテナーの2枚目のベスト・アルバムである。2013年5月1日にEMI Records Japanより発売された。

## 概要
- バンドのメジャー10周年を迎えるのに合わせて企画されたベスト・アルバム[2]。インディーズ時代の楽曲「ROCKSTEADY」から、最新作の「From Noon Till Dawn」までの楽曲から、18曲が収録されている[2]。収録曲はオリジナル作品がリリースされた順番に並べられているが[2]、「ROCKSTEADY」のみメジャーでの再録バージョンで収録される。
- 2013年4月に、バンドの所属レーベルであるEMIミュージック・ジャパンがユニバーサルミュージックに吸収合併されたため、「EMI Records Japan」となってから初のバンドの作品となった[3]。
- ジャケットは、メジャー1stアルバムの『LOST WORLD'S ANTHOLOGY』のジャケットデザインを髣髴とさせるものになっている[2]。この絵の中には、それまでの作品のジャケットに登場した絵がところどころに配置されている[4]。
- 本作は通常盤と初回限定盤の2種類での発売となっている。初回限定盤は三方背BOX仕様となっており、2013年2月17日に日本武道館で行われたライブ「21st CENTURY ROCK BAND」を完全収録した2枚組DVDと、オールカラー64ページにわたる豪華ブックレットの特典[2]に加え、歴代TOUR PASSステッカー（全17種類）が1枚封入される。また、初回限定盤と通常盤の初回プレス分には、同年に行われるツアー「21st CENTURY ROCK BAND TOUR」の後半戦（9/28〜12/7）のチケット先行予約券が封入されている[2]。

## 収録曲
1. ROCKSTEADY
インディーズ3rdアルバム『SKELETONIZED』収録曲。
本作では、1stミニアルバム『ROCK END ROLL』で再録したバージョンでの収録となっている。
2. TRAVELING GARGOYLE
1stシングル。
3. TENDER
2ndシングル。サブタイトルはついていないが2ndアルバム『TITLE』に集録された[TITLE Version]での収録となっている。
4. REMINDER
1stミニアルバム『ROCK END ROLL』収録曲。
5. KILLER TUNE [Natural Born Killer Tune Mix]
3rdシングル「KILLER TUNE/PLAY THE STAR GUITAR」収録曲。
本作では、2ndアルバム『TITLE』に収録された「Natural Born Killer Tune Mix」での収録となっている。
6. DISCOGRAPHY
4thシングル「THE REMAINS」c/w。
7. Melodic Storm
5thシングル。
シングルバージョンはアルバム初収録。
8. SIX DAY WONDER
7thシングル。
9. TRAIN
8thシングル。
10. Little Miss Weekend
9thシングル。
11. Lightning
10thシングル。
12. CLONE
11thシングル「CLONE/DONKEY BOOGIE DODO」収録曲。
13. Man-like Creatures
12thシングル。
14. VANISH
セルフカバーアルバム『STOUT』収録曲。
15. VANDALISM -Prototype-
13thシングル「VANDALISM/SILLY PARADE」収録曲。
16. 羊の群れは丘を登る
14thシングル「YOU and I/羊の群れは丘を登る」収録曲。
17. シンクロ
アコースティックアルバム『SOFT』収録曲。
18. From Noon Till Dawn
15thシングル。
アルバム初収録。

### 初回限定盤DVD

#### Disc1
1. TRAVELING GARGOYLE
2. Ark
3. 星の夢
4. LEAP IN THE DARK
5. DISCOGRAPHY
6. Toneless Twilight
7. Man-like Creatures
8. KILLER TUNE [Natural Born Killer Tune Mix]
9. GUNSHIPRIDER
10. WHITE ROOM BLACK STAR
11. COLD SLEEP
12. Farewell Dear Deadman
13. Lightning
14. シンクロ
15. The Novemberist
16. Sunny Suicide
17. ETERNAL
18. Dive
19. SAD AND BEAUTIFUL WORLD
20. AGAINST THE WALL
21. From Noon Till Dawn
22. BERSERKER TUNE
23. YES，SIR
24. 羊の群れは丘を登る
25. REMINDER
26. MARCH

#### Disc2
1. SILVER STAR
2. MAGIC WORDS
3. ネクサス
4. Melodic Storm
5. ROCKSTEADY

- 特典映像
  - ROAD TO 21st CENTURY ROCK BAND
  - HISTORY 2002-2013
  - 「ネクサス」マルチアングル

## 演奏
- ホリエアツシ：Vocal, Guitar, Synthesizer
- 大山純：Guitar
- 日向秀和：Bass
- ナカヤマシンペイ：Drums
- タブゾンビ (SOIL&"PIMP"SESSIONS)：Trumpet (CD:#18 DVD:#21)
- 田中邦和：Saxophone (CD:#18, DVD:#21)
- 元晴 (SOIL&"PIMP"SESSIONS)：Saxophone (DVD #21)